# あさやホテル
あさやホテルは、栃木県日光市の鬼怒川温泉にあるリゾートホテルである。株式会社あさやホテルが経営しており、ホテル業のほか、鬼怒川温泉駅前の土産物店、東北自動車道上河内サービスエリア上り線でのレストラン・売店事業を行っている。

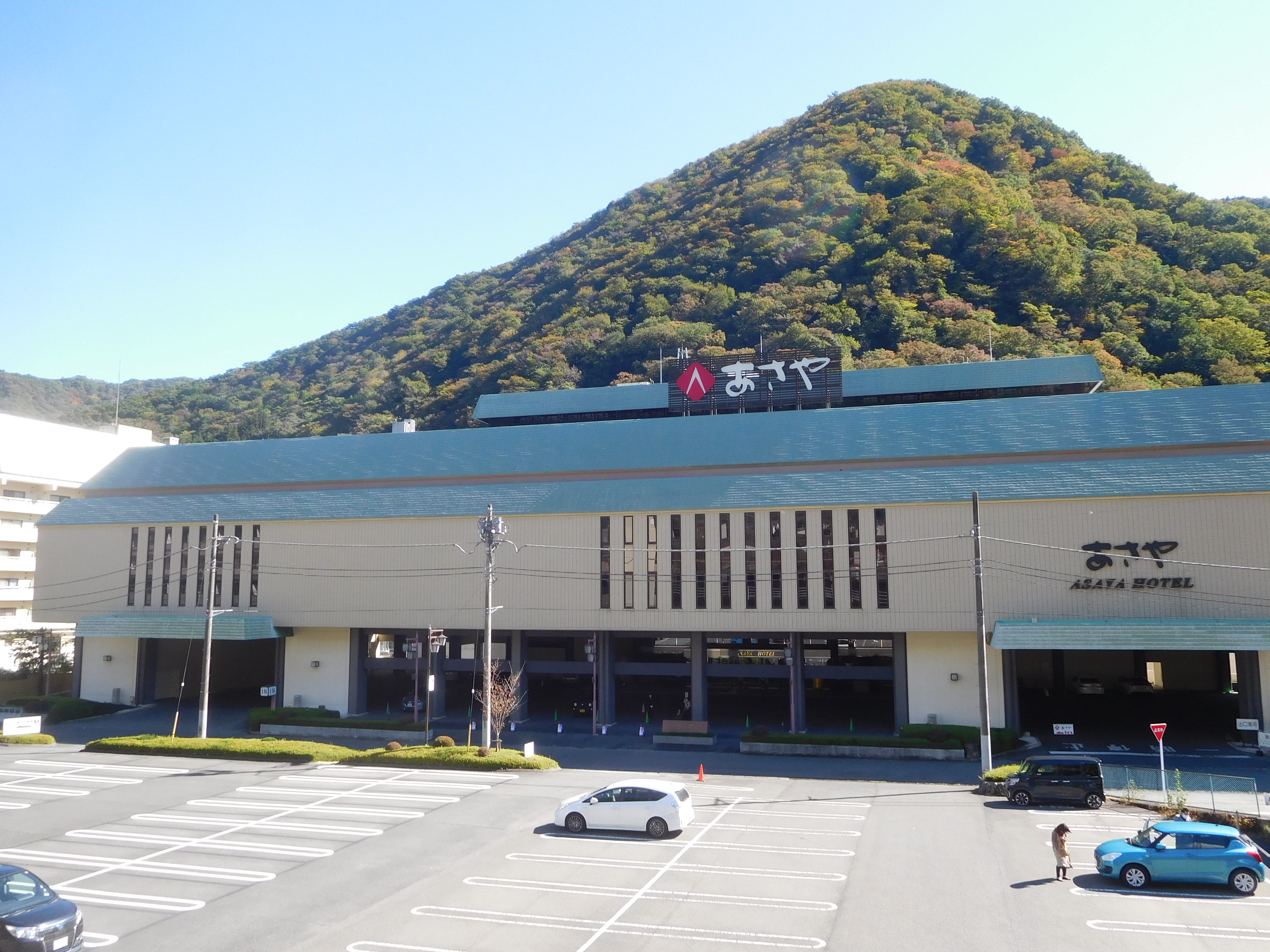
正面入口

運営会社の株式会社あさやホテルについても本項で記述する。

## 概要
鬼怒川公園駅近くの鬼怒川右岸に「麻屋旅館」として1888年（明治21年）に創業した老舗であり、全ての客室には自家源泉の温泉（アルカリ性単純温泉）が引かれている。2015年現在は秀峰館と旅館形態の八番館の2館体制で、客室数192室・収容人員876名。3つの宴会場、最大1,500人収容のコンベンションホール、岩盤浴、屋上露天風呂、個室料亭などの設備を有し、鬼怒川温泉郷では最大手の宿泊施設である。
バブル景気絶頂期の1990年（平成2年）にメインバンクの足利銀行の融資により総工費73億円をかけ、巨大な吹き抜け・シャンデリアが降り注ぐロビーや重厚な洋室など豪華絢爛な設備が特徴の秀峰館を竣工した。しかしバブル崩壊後は団体客の減少により売上が年々逓減。2003年11月末に足利銀行が経営破綻し不良債権が表面化したことで借入金返済が重荷となり、2004年12月に鬼怒川温泉の企業では初めて産業再生機構の支援開始決定を受ける。これにより足利銀行の207億円に上る債権放棄が実施された上で2005年4月に産業再生機構と機関投資家らの出資による（新）株式会社あさやホテルへ新旧分離が実施された。
産業再生機構が宇都宮市に設立した株式会社旅館マネジメントサポートによる事業支援策で、旅の目的やグループ構成に応じて部屋や料理を柔軟に選択できる仕組みを採り入れ、八番館を際コーポレーションにプロデュースさせ、2005年7月に再建にともなう最初のリニューアルを果たした。また、老朽化した渓風館を解体、観山館を従業員寮に変更し（後に解体）、再建前は4館で360あった客室数を規模を縮小した。なお、渓風館と観山館の跡地には貸切風呂「福満宝尽くし吉祥『打出の小槌の湯』」が2010年に竣工している。
なお、1973年に当館の北寄りに開業した「鬼怒川ホテルグリーンパレス」はあさやホテル創業家による有限会社あさやグリーンパレスによって経営されていたが、2009年1月26日に鬼怒川第一ホテルを経営する関係会社と共に宇都宮地裁へ自己破産を申請。鬼怒川ホテルグリーンパレスについては伊東園ホテルに買収され運営が行われていたが、2015年12月に休館を宣言し、以降閉鎖されている。あさやグリーンパレス社は2018年11月20日付で清算されている。

## 沿革
- 1888年（明治21年） - 八木澤善八により、鬼怒川温泉に「麻屋旅館」を創業。
- 1972年（昭和47年） - 地上11階建の渓風館を新築。
- 1973年 - 地下2階地上11階の観山館を新築。
- 1977年 - 地下2階地上7階の八番館を新築。
- 1990年（平成2年） - 秀峰館（地上12階）を新築[2]。
- 2005年 - 産業再生機構の支援により債権放棄と新旧分離を実施。7月にリニューアル。
- 2006年 - 産業再生機構が保有する株式および転換社債型新株予約権付社債を大和証券エスエムビーシープリンシパル・インベストメンツ（当時）に譲渡し支援完了。